# Pha chế cà phê

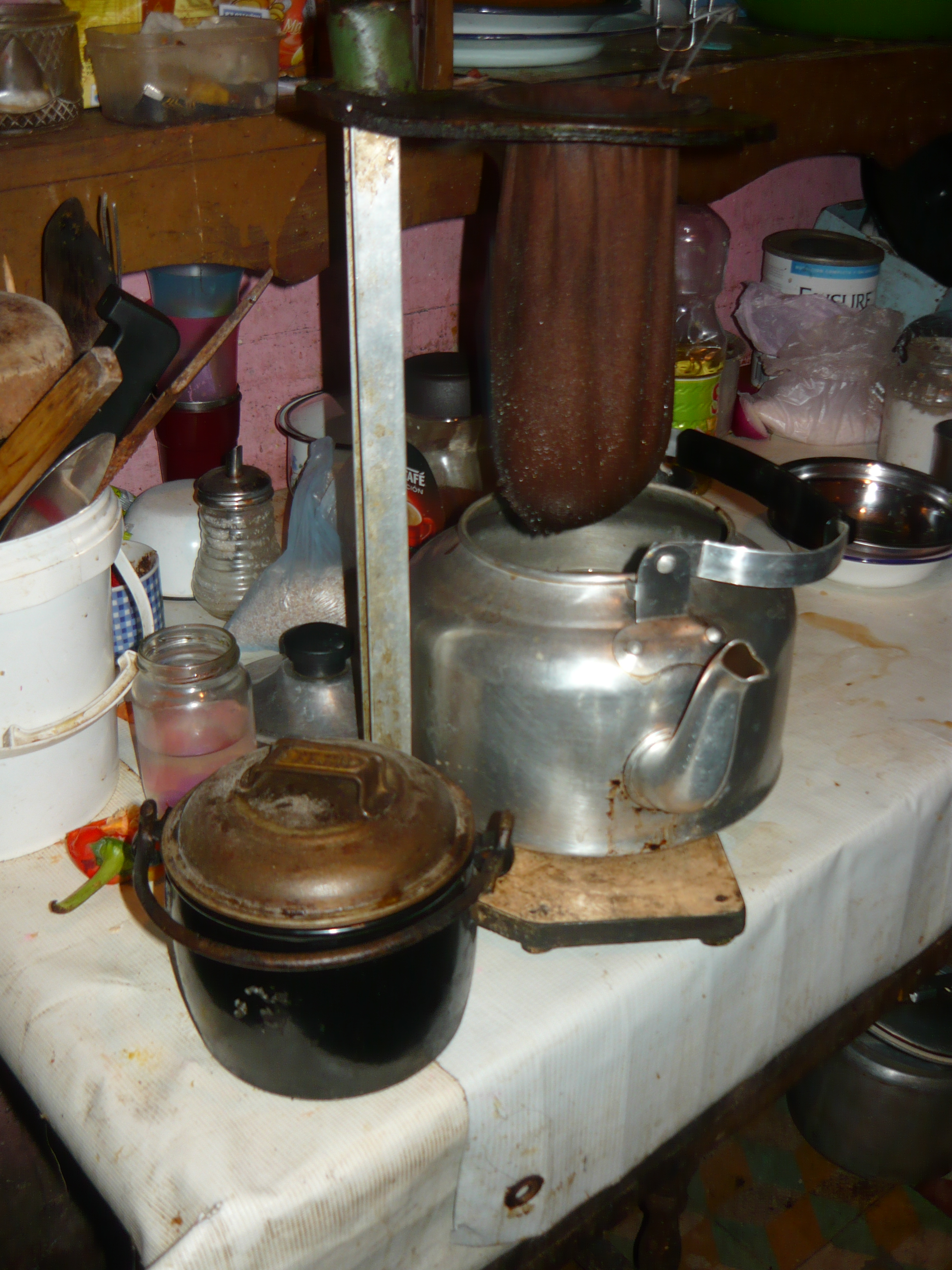
Pha cà phê với túi lọc dạng cà phê vợt

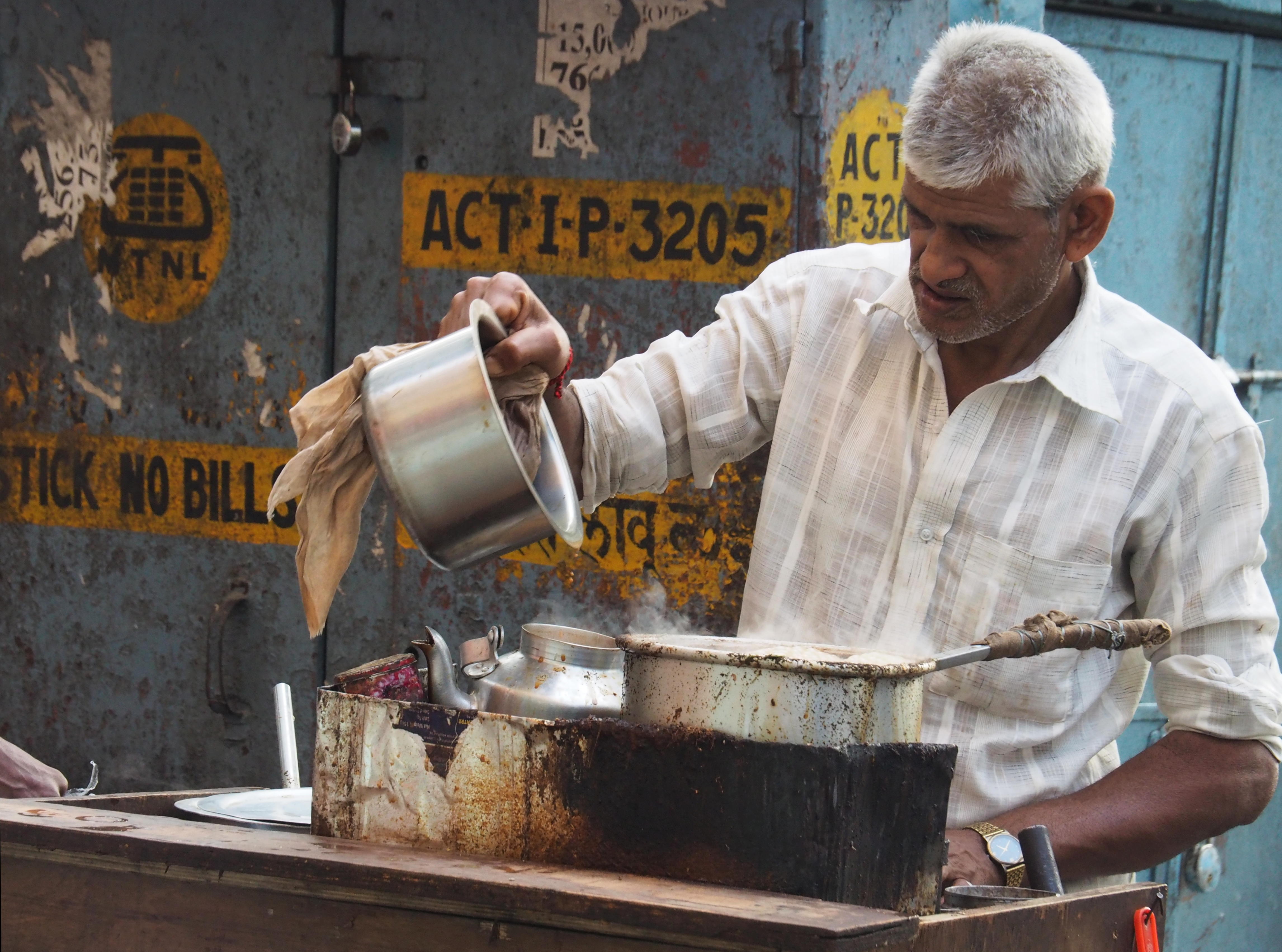
Chế cà phê ở Mumbai

Pha chế cà phê (Coffee preparation) là quá trình tạo ra cà phê dạng lỏng từ hạt cà phê. Mặc dù các bước pha chế cụ thể sẽ khác nhau tùy theo loại cà phê và nguyên liệu thô, nhưng quy trình này bao gồm bốn bước cơ bản gồm rang hạt cà phê thô, hạt phải được rang lên (cà phê rang xay), hạt cà phê rang chín sau đó phải được xay ra, và cà phê xay ra sau đó phải được trộn với nước nóng hoặc nước lạnh (tùy thuộc vào phương pháp pha chế) trong một khoảng thời gian nhất định, chiết xuất cà phê dạng lỏng phải được tách ra khỏi bã cà phê đã qua sử dụng, và cuối cùng, nếu muốn, cà phê đã chiết xuất sẽ được kết hợp với các thành phần khác của món đồ uống, chẳng hạn như chất tạo ngọt, các sản phẩm từ sữa, các sản phẩm thay thế từ sữa hoặc lớp phủ (như sô cô la bào). Cà phê thường được pha nóng, ở gần điểm sôi của nước, ngay trước khi uống, tạo ra một thức uống nóng có khả năng bị bỏng nếu bị bắn lên hoặc đổ vào; nếu không được sử dụng ngay, cà phê thường được đóng gói trong bình chân không hoặc bình thủy (phích) cách nhiệt để giữ nhiệt độ. 
Ở hầu hết các nơi, cà phê có thể được mua ở dạng chưa qua chế biến, hoặc đã rang, hoặc đã được rang xay. Cà phê rang nguyên hạt hoặc cà phê xay thường được đóng gói chân không để ngăn ngừa quá trình oxy hóa và kéo dài thời hạn sử dụng. Đặc biệt là ở những vùng có khí hậu nóng, một số người thấy uống cà phê lạnh hoặc cà phê đá sẽ sảng khoái hơn. Cà phê này có thể được pha chế trước vì nó giữ được hương vị khi bảo quản lạnh tốt hơn so với khi pha nóng. Ngay cả với cùng một loại rang xay, hương vị chiết xuất phụ thuộc rất nhiều vào sự phân bố kích thước hạt do quá trình xay tạo ra, nhiệt độ của bã sau khi xay, độ tươi của rang và xay, quy trình và thiết bị pha chế, nhiệt độ của nước, hương vị của chính nước, thời gian tiếp xúc với nước nóng (ít nhạy cảm hơn với nước lạnh) và tỷ lệ pha chế được sử dụng. Tỷ lệ pha chế ưa thích của nước và cà phê thường nằm trong khoảng 15–18:1 theo khối lượng; ngay cả trong phạm vi khá nhỏ này, người uống cà phê có kinh nghiệm vẫn dễ dàng nhận thấy sự khác biệt. 
Các quy trình có thể khác nhau từ dạng cực kỳ thủ công (ví dụ: xay bằng tay với phương pháp rót thủ công theo từng bước đều đặn) đến hoàn toàn tự động bằng một thiết bị duy nhất có một bình chứa hạt rang mà nó tự động đo và xay, và tự động châm nước, mà máy tự động làm nóng và định lượng. Một kiểu máy pha cà phê tự động phổ biến khác được cung cấp một "hộp đựng cà phê dùng một lần" cà phê xay sẵn dùng một lần cho mỗi loại đồ uống. Các đặc điểm có thể được nhấn mạnh hoặc giảm bớt bằng các phương pháp pha chế khác nhau bao gồm: độ chua (độ sáng), mùi thơm (đặc biệt là hương hoa và cam quýt tinh tế hơn), cảm giác trong miệng (độ đậm đà), vị chát, vị đắng, và thời gian và cường độ cảm nhận hương vị trong miệng (dư vị). Việc thêm chất tạo ngọt, các sản phẩm từ sữa (ví dụ như các loại sữa hoặc kem) hoặc các sản phẩm thay thế từ sữa (ví dụ sữa hạnh nhân) cũng làm thay đổi đặc tính cảm nhận của cà phê pha. Về cơ bản, các sản phẩm từ sữa làm giảm mùi thơm nhẹ và làm đặc vị trong miệng (đặc biệt là khi tạo bọt), trong khi chất tạo ngọt che đi vị chát và đắng. Hạt cà phê rang phủ sô cô la có sẵn dưới dạng bánh kẹo khi ăn sẽ cung cấp nhiều caffeine cho cơ thể hơn là uống cùng một khối lượng (hoặc thể tích) cà phê pha (tỷ lệ phụ thuộc vào phương pháp pha) và có tác dụng sinh lý tương tự, trừ khi hạt cà phê đã được khử caffeine.

## Xem thêm

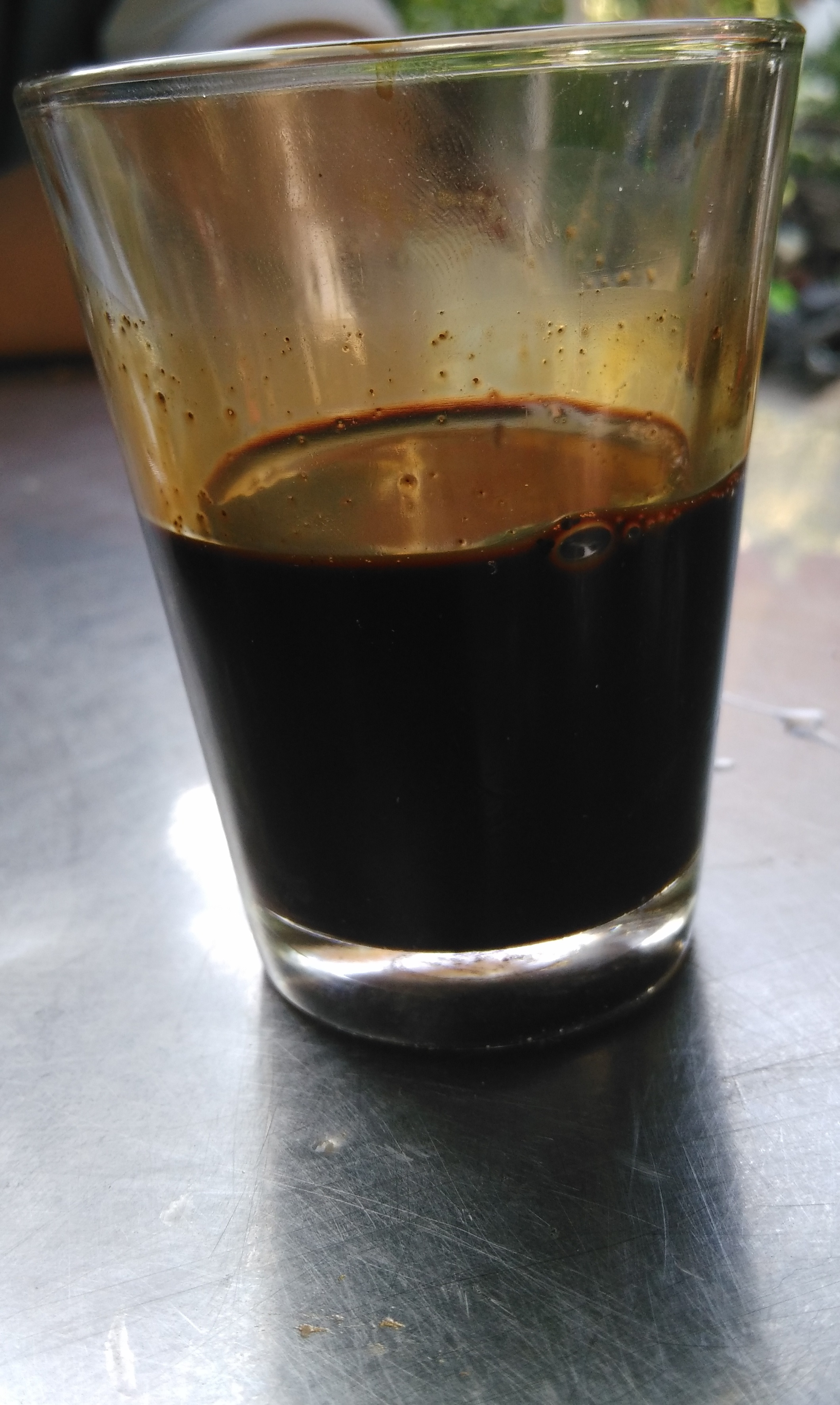
Một ly cà phê thành phẩm